# Tmesisternus bifoveatus
Tmesisternus bifoveatus là một loài bọ cánh cứng trong họ Cerambycidae.